# Wojciech Mazurczyk
Wojciech Władysław Mazurczyk (ur. 23 grudnia 1979 w Nowym Dworze Mazowieckim) – polski teleinformatyk i specjalista w dziedzinie bezpieczeństwa sieciowego. Doktor habilitowany nauk technicznych w zakresie telekomunikacji.

## Życiorys
Ukończył studia na Wydziale Elektroniki i Technik Informacyjnych Politechniki Warszawskiej, na kierunku telekomunikacja (w 2004 roku). Od 2007 roku pracuje naukowo w Instytucie Telekomunikacji Politechniki Warszawskiej, od 2010 roku jako adiunkt. W latach 2003–2007 był zatrudniony w polskiej firmie Suntech. W 2009 roku obronił pracę doktorską nt. Steganografia w telefonii. Od 2014 roku jest doktorem habilitowanym.

## Dorobek naukowy
Jest autorem ponad 80 publikacji. Specjalizuje się w zapewnianiu bezpieczeństwa sieciowego w szczególności w steganografii sieciowej.
W 2008 roku, wraz z Krzysztofem Szczypiorskim, zaproponował, aby do przesyłania ukrytych danych w telefonii IP wykorzystywać celowo opóźnione w nadajniku pakiety. W 2009 roku, wraz z Krzysztofem Szczypiorskim i Miłoszem Smolarczykiem, zaprezentował nową metodę ukrywania danych w protokole TCP opartą na retransmisjach pakietów. W 2010 roku, wraz z Krzysztofem Szczypiorskim i Piotrem Białczakiem przedstawili metodę ukrywania informacji w zapytaniach wyszukiwarki Google. W 2013 roku, wraz z Krzysztofem Szczypiorskim i Maciejem Karasiem opracowali pierwszą metodę steganograficzną dla usługi Skype wykorzystującą przesyłanie ukrytych danych w pakietach z ciszą.

## Działalność biznesowa
Od 2004 roku pracuje jako konsultant w zakresie bezpieczeństwa dla wielu firm i instytucji. Od 2008 roku prowadzi – wraz z Krzysztofem Szczypiorskim – firmę doradczą Professor.IT.